# Ossogne (ruisseau)
Pour les articles homonymes, voir Ossogne, Barsy et Pailhe (homonymie).
Le ruisseau d'Ossogne est un cours d'eau de Belgique, affluent gauche du Hoyoux faisant partie du bassin versant de la Meuse. Il coule dans la région du Condroz en province de Namur, puis en province de Liège. 
Le cours d'eau prend aussi localement les noms de ruisseau de Barsy et ruisseau de Pailhe. 

## Parcours
Le ruisseau prend sa source près du hameau de Barsy dans la commune de Havelange à une altitude de 308 m, non loin du château de Froidmont. Ensuite, il passe à côté des châteaux d'Émeville, Flostoy et Homezée, arrose Ossogne puis pénètre en province de Liège à Saint-Fontaine où il reçoit en rive droite le ruisseau de Saint-Lambert connu pour son gué. Après être passé à Pailhe, il se jette dans le Hoyoux (en rive gauche) à Petit-Modave au sud du château de Modave, à une altitude de 185 m.